# Pokémon Go
PokemonGo je igrica proširene realnosti. Kompanija Niantic napravila je PokemonGO, igricu za Android i iOS uređaje, koja omogućava da se pokemoni hvataju u "stvarnom" svetu. Deo Pokemon franšize prvi put je objavljen u julu 2016. godine. Igra je rezultat saradnje između kompanije Niantic i Nintendo. Igra je besplatna. Pošto na telefon instalirate aplikaciju, smartfon putem GPS uređaja projektuje vašu stvarnu okolinu u kojoj se kriju virtualni Pokemoni. Svaki vaš korak je vidljiv i prati se na ekranu. Igra je pokrenuta sa oko 150 vrsta Pokemona koji su do 2019. godine porasli na 460. Od februara 2019. igra je prešla 1 milijardu preuzimanja širom sveta, a od decembra 2018. je zaradila 3 milijarde dolara u svetskim prihodima.

## Pokemon
Pokemon je, jednostavno rečeno, fenomen koji je počeo kao RPG za Game Boy pre 20 godina. Inspiriran dečijom ljubavlju Pokemonova izvršnog direktora Satoshi Tajirija, igra je uključivala hvatanje tajanstvenih bića poznata kao Pokemon. Pokemon se tokom godina menjao u anime, manga, igre s kartama, i razne druge igre.

## Igra
Nakon istaliranja igrice igrač kreira svog avatara. Kada igrač kreira avatara on se pojavljuje na mapi na osnovu lokacije igrača.

### Kretanje
Kretanje u stvarnom svetu odraziće se i na kretanje u igrici. Igra tera igrače da se kreću po stvarnom svetu i love Pokemone.

### Hvatanje Pokemona
Kada se Pokemon pojavi na mapi kliknete na njega, a kada se pojavi ispred vas uhvatićete ga držeći poke loptu. Postoje i Pokestopovi (PokéStops) koji se koriste tako što im se približite i kliknite na njih, a zatim zavrtite krug u sredini. U Pokestopovima možete dobiti poke lopte i druge stvari. Pored Pokestopova postoji i Gym (Pokémon Gyms) koji služi kao lokacija za borbu na bazi tima kojeg ti odabereš i ne možeš ga promeniti. Pokestopovi i Gym se obično nalaze na interesantnijim i opasnijim mestima. 
Ponekad ćete iz Pokestopova dobiti jaja. Jaja morate staviti u inkubator i hodati određeni broj kilometara da se jaje izlegne. Otvorite izbornik sa svojim pokemonima, i prevucite desno. Svakom jajetu morate dodeliti inkubator da bi se jaje izleglo.

## PokemonGo Plus
PokemonGo Plus je bluetooth uređaj koji igračima omogućava da obavljaju određene radnje bez gledanja u mobilni telefon. Objavljen je u Velikoj Britaniji i Severnoj Americi 16. septembra 2016. Kada je igrač blizu Pokemona ili Pokestopa uređaj vibrira. Igrač može zatim pritisnuti dugme za snimanje Pokemona ili primanje stavki iz Pokestopa; igrač ne može proveriti šta je primio do sledećeg prijavljivanja u aplikaciju na mobilnom uređaju.

## Objavljivanje
Zvanično pokretanje igre počelo je 6. jula 2016. u Australiji, Novom Zelandu i Sjedinjenim Državama. Evropska izdanja počela su 13. jula, a igra je postala dostupna većini kontinenata tokom sledećih deset dana. Dana 11. septembra 2018. godine, igra se pojavila u Google Play Storeu, više od dve godine nakon prvog lansiranja. Međutim, Niantic nije službeno objavio objavljivanje. Iran je prva država koje je zabranila igricu, ali danas igra je rasprostranjena širom sveta.